# Aviron aux Jeux olympiques d'été de 1972
Navigation
Mexico 1968 Montréal 1976
Les épreuves d'aviron aux Jeux olympiques d'été de 1972 se déroulent sur le parcours de régate à Oberschleißheim, en Allemagne de l'Ouest, du 27 août au 2 septembre 1972. Il s'agit de la seizième apparition de l'aviron au programme des Jeux olympiques d'été.

## Médaillés
| Épreuves            | Or | Argent | Bronze |
| ------------------- | --- | --- | --- |
| Hommes              | | | |
| Skiff               | Yuriy Malyshev (URS) | Alberto Demiddi (ARG) | Wolfgang Güldenpfennig (RDA) |
| Deux de couple      | Union soviétique Guennadi Korchikov Aleksandr Timoshinin                                                                          | Norvège Frank Hansen Svein Thøgersen | Allemagne de l'Est Joachim Böhmer Hans-Ulrich Schmied |
| Deux sans barreur   | Allemagne de l'Est Siegfried Brietzke Wolfgang Mager                                                                              | Suisse Alfred Bachmann Heinrich Fischer | Pays-Bas Roel Luynenburg Ruud Stokvis |
| Quatre sans barreur | Allemagne de l'Est Frank Forberger Dieter Grahn Frank Rühle Dieter Schubert                                                       | Nouvelle-Zélande Ross Collinge Noel Mills Dudley Storey Dick Tonks                                                                                   | Allemagne de l'Ouest Joachim Ehrig Peter Funnekötter Franz Held Wolfgang Plottke                                                                                       |
| Deux avec barreur   | Allemagne de l'Est Wolfgang Gunkel Jörg Lucke Klaus-Dieter Neubert                                                                | Tchécoslovaquie Vladimír Petříček Oldřich Svojanovský Pavel Svojanovský                                                                              | Roumanie Petre Ceapura Ladislau Lovrenschi Ștefan Tudor |
| Quatre avec barreur | Allemagne de l'Ouest Gerhard Auer Uwe Benter Peter Berger Alois Bierl Hans-Johann Färber                                          | Allemagne de l'Est Reinhard Gust Rolf Jobst Klaus-Dieter Ludwig Eckhard Martens Dietrich Zander                                                      | Tchécoslovaquie Vladimír Jánoš Otakar Mareček Karel Neffe Vladimír Petříčekek František Provazník                                                                      |
| Huit                | Nouvelle-Zélande Trevor Coker Simon Dickie Athol Earl John Hunter Tony Hurt Dick Joyce Gary Robertson Wybo Veldman Lindsay Wilson | États-Unis Eugene Clapp Franklin Hobbs William Hobbs Paul Hoffman Cleve Livingston Michael Livingston Timothy Mickelson Peter Raymond Lawrence Terry | Allemagne de l'Est Hans-Joachim Borzym Harold Dimke Bernd Landvoigt Jörg Landvoigt Heinri Mederow Hartmut Schreiber Manfred Schneider Manfred Schmorde Dietmar Schwarz |

## Tableau des médailles
- Pays organisateur ( Allemagne de l'Ouest)

| Rang  | Nation               | Or | Argent | Bronze | Total |
| ----- | -------------------- | -- | ------ | ------ | ----- |
| 1     | Allemagne de l'Est   | 3  | 1      | 3      | 7     |
| 2     | Union soviétique     | 2  | 0      | 0      | 2     |
| 3     | Nouvelle-Zélande     | 1  | 1      | 0      | 2     |
| 4     | Allemagne de l'Ouest | 1  | 0      | 1      | 2     |
| 5     | Tchécoslovaquie      | 0  | 1      | 1      | 2     |
| 6     | Argentine            | 0  | 1      | 0      | 1     |
| 6     | États-Unis           | 0  | 1      | 0      | 1     |
| 6     | Norvège              | 0  | 1      | 0      | 1     |
| 6     | Suisse               | 0  | 1      | 0      | 1     |
| 10    | Pays-Bas             | 0  | 0      | 1      | 1     |
| 10    | Roumanie             | 0  | 0      | 1      | 1     |
| Total | Total                | 7  | 7      | 7      | 21    |